# Dauersmühle
Dauersmühle (fränkisch: Dauasch-mil) ist ein Gemeindeteil der Marktes Lehrberg im Landkreis Ansbach (Mittelfranken, Bayern). Dauersmühle liegt in der Gemarkung Lehrberg.

## Geografie und Beschreibung
Die Einöde liegt gut 300 Meter unterhalb des Dorfrandes von Buhlsbach unter Hangwäldern an beiden Talseiten auf etwa 422–429 m ü. NHN am linken Ufer in der Bachaue des Pulverbachs. Um einen offenen Innenhof stehen an vier Seiten Gebäude. Der zuführende Mühlkanal am Unterhang ist im Staubereich vor dem Anwesen zu einem kleinen Mühlteich aufgeweitet, in seiner geraden Fortsetzung liegen zwei größere Fischteiche aus neuerer Zeit. Weiter oben am Hang im Süden grenzt das Brandholz an.
Ein Anliegerweg führt 50 Meter weiter nördlich zur Kreisstraße AN 10, die nach Buhlsbach (0,5 km nordöstlich) bzw. an der Pulvermühle vorbei nach Lehrberg verläuft (1,7 km westlich).

## Geschichte
Der Ort wurde im Würzburger Lehenbuch, das zwischen 1303 und 1313 entstanden ist, als „Dawenmul“ erstmals urkundlich erwähnt. Das Bestimmungswort des Ortsnamens ist Dauo, der Personenname des Siedlungsgründers.
Gegen Ende des 18. Jahrhunderts gehörte die Dauersmühle zur Realgemeinde Buhlsbach. Die Mühle hatte das brandenburg-ansbachische Hofkastenamt Ansbach als Grundherrn. Unter der preußischen Verwaltung (1792–1806) des Fürstentums Ansbach erhielt die Dauersmühle die Hausnummern 1 und 2 des Ortes Buhlsbach. Von 1797 bis 1808 unterstand der Ort dem Justiz- und Kammeramt Ansbach.
Im Rahmen des Gemeindeedikts wurde Dauersmühle dem 1808 gebildeten Steuerdistrikt Lehrberg und der 1811 gegründeten Ruralgemeinde Lehrberg zugeordnet.

## Einwohnerentwicklung
| Jahr      | 001818 | 001840 | 001861 | 001871 | 001885 | 001900 | 001925 | 001950 | 001961 | 001970 | 001987 |
| Einwohner | 2      | 10     | *      | 5      | 5      | 5      | 5      | 6      | 2      | 7      | 2      |
| Häuser    | 1      | 1      |        |        | 2      | 2      | 1      | 1      | 1      |        | 1      |
| Quelle    | [ 14 ] | [ 15 ] | [ 16 ] | [ 17 ] | [ 18 ] | [ 19 ] | [ 20 ] | [ 21 ] | [ 22 ] | [ 23 ] | [ 1 ]  |

## Religion
Der Ort ist seit der Reformation evangelisch-lutherisch geprägt und bis heute nach St. Margaretha (Lehrberg) gepfarrt. Die Einwohner römisch-katholischer Konfession waren zunächst nach St. Ludwig (Ansbach) gepfarrt, seit 1970 ist die Pfarrei Christ König (Ansbach) zuständig.